# Leizhou Bandao
Leizhou Bandao (Półwysep Leizhou; chiń. upr. 雷州半岛; chiń. trad. 雷州半島; pinyin Léizhōu Bàndǎo) – półwysep w południowych Chinach, pomiędzy Zatoką Tonkińską a Morzem Południowochińskim o długości 130 km oraz szerokości 80 km. Od wyspy Hajnan oddziela go Cieśnina Hajnańska. Powierzchnię półwyspu stanowią obszary równinne lub pagórkowate. Obszar tego półwyspu w większości jest rolniczy i uprawa się ryż, trzcinę cukrową oraz jutę. Na południowym wybrzeżu półwyspu rosną namorzyny. Największym miastem półwyspu Leizhou jest Zhanjiang.